# Oecetis nigropunctata
Oecetis nigropunctata är en nattsländeart som beskrevs av Georg Ulmer 1908. Oecetis nigropunctata ingår i släktet Oecetis och familjen långhornssländor. Inga underarter finns listade i Catalogue of Life.